# Abraham Pietersz. Hulk
Abraham Pietersz. Hulk (Amsterdam, gedoopt 20 februari 1752 -  19 september 1809) was een Nederlandse tekenaar en prentkunstenaar.

## Leven en werk
Hulk werd in 1752 in Amsterdam gedoopt als zoon van Pieter Hulk en Annetje Peijse. In 1773 ontving hij de derde prijs van de Amsterdamse tekenacademie, in 1774 de tweede prijs en in 1778 de eerste prijs. Hulk was een productief tekenaar, die veel prenten vervaardigde met onder meer historische taferelen. Ook zijn naamgenoot en neef Abraham Jacobsz. Hulk, de in 1751 geboren zoon van Jacob Hulk en Jannetje Peijse, was tekenaar. Beiden hebben nauw samengewerkt. Zijn neef heeft van meerdere van de door hem getekende prenten gravures gemaakt. Prenten van Hulk zijn opgenomen in de collectie van het Rijksprentenkabinet in het Rijksmuseum Amsterdam. Hij tekende onder meer Filips IV, koning van Spanje, doet afstand van de Nederlanden in 1648 naar het glas in loodvenster in de Oude Kerk van Amsterdam Ook een voorstelling van de Broedergemeente te Zeist, de dompeldoop bij de Collegianten te Rijnsburg en diverse taferelen in de Mozes en Aäronskerk en in de Portugese Synagoge te Amsterdam zijn van zijn hand.
Hulk was lid van het genootschap Felix Meritis in Amsterdam. Hij overleed in 1809 op 57-jarige leeftijd in Amsterdam. Hij werd op 22 september 1809 begraven in of bij de Noorderkerk.